# Charlestown (Rhode Island)
Charlestown ist eine Stadt im Washington County im US-Bundesstaat Rhode Island. Das U.S. Census Bureau hat bei der Volkszählung 2020 eine Einwohnerzahl von 7.997 ermittelt.

## Geschichte
Charlestown, benannt nach König Karl II., wurde 1738 gegründet. Das Gebiet war zuvor Teil der Stadt Westerly. Es wurde darauf geteilt und der Teil nördlich des Pawcatuck-Flusses wurde 1747 zur Stadt Richmond.

## Sehenswürdigkeiten
Südwestlich der Stadt befindet sich auf dem Gelände des früheren Militärflugplatzes Naval Auxiliary Air Station Charlestown das Naturschutzgebiet Ninigret National Wildlife Refuge.

## Persönlichkeiten
- Joseph Stanton (1739–1807), Politiker